# Caisse nationale de sécurité sociale (RDC)
Pour les articles homonymes, voir Caisse nationale de sécurité sociale et Institut national de la sécurité sociale.

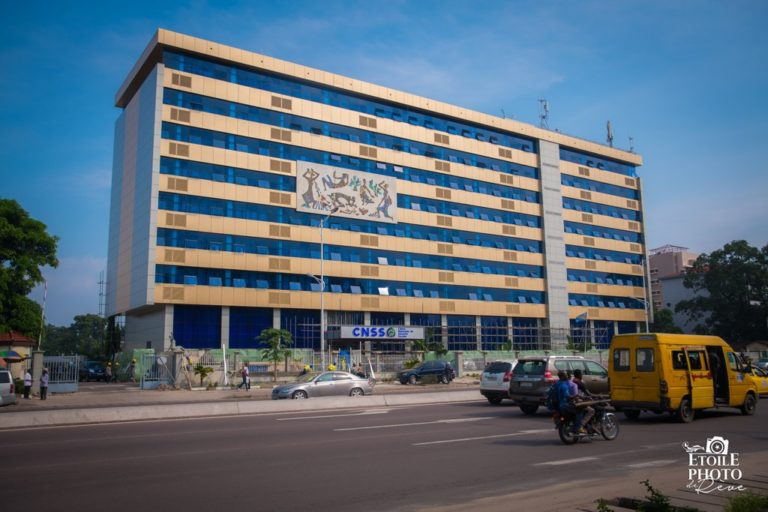
siège de la CNSS

La Caisse nationale de Sécurité sociale (en abrégé CNSS) est l'institution chargée en République démocratique du Congo de l'organisation de la sécurité sociale. Elle a été créée le 29 juin 1961 à Kinshasa sous l'appellation Institut national de sécurité sociale.

## Historique
L’histoire de la sécurité sociale en République Démocratique du Congo est marquée par deux périodes : coloniale et post-coloniale.

### Période coloniale
Durant la période coloniale, il existait deux régimes de sécurité sociale applicables, l’un aux employés (expatriés Européens et Asiatiques principalement), et l’autre aux travailleurs (autochtones du Congo ou des Colonies voisines) qui avaient des droits et des bénéfices différents.

### Période post-coloniale
Celle-ci est marquée par la promulgation du Décret-Loi du 29 juin 1961 organique de la sécurité sociale. Cette loi a participé à la création de l’Institut National de Sécurité Sociale par la fusion de trois caisses, à savoir :
- La Caisse de Pension des Travailleurs ;
- Caisse Centrale de Compensation pour Allocation Familiale ;
- Le Fonds des Invalidités des Travailleurs.

L’I.N.S.S. a pour objet l’organisation et la gestion du régime général congolais de sécurité sociale. Il gère à ce jour cinq éventualités sur les neuf prévues par la Convention 102 de Organisation internationale du travail. Elles sont regroupées en trois branches :
- Branches des pensions (Invalidité, retraite et survivant);
- Branches des risques professionnels (accidents de travail et maladies professionnelles) ;
- Branches des allocations familiales (charges familiales)

Par un décret du 14 juillet 2018 (no 18/027) est créée la Caisse Nationale de Sécurité Sociale.